# بامبی: تسویه حساب
بامبی: تسویه حساب (به انگلیسی: Bambi: The Reckoning) یک فیلم ترسناک مستقل بریتانیایی به کارگردانی دن آلن، نویسندگی ریس وارینگتون و تهیه‌کنندگی ریس فریک-واترفیلد و اسکات جفری است. این سومین قسمت از دنیای پیچ‌خورده کودکی (TCU) است و به عنوان بازگویی ترسناک بامبی، یک زندگی در جنگل اثر فلیکس زالتن عمل می‌کند. در این فیلم رکسان مک‌کی و تام مولهرون به همراه نیکولا رایت و سمیرا مایتی در نقش‌های فرعی بازی می‌کنند. داستان دربارهٔ یک مادر و پسرش است که توسط، پس از مرگ مادرش بامبی شکار می‌شوند.
بامبی: تسویه حساب قرار است در سال ۲۰۲۴ اکران شود.

## زمینه داستان
پس از اینکه ماشین یک مادر و پسرش خراب می‌شود، آنها به زودی توسط بامبی، یک آهوی جهش یافته در یک حمله مرگبار که به دنبال انتقام مرگ مادرش است، شکار می‌شوند.

## بازیگران
- رکسان مک‌کی در نقش زینا[۳]
- تام مولهرون در نقش بنجی، پسر زینا[۳]
- نیکولا رایت در نقش مری[۳]
- سمیرا مایتی در نقش هریت[۳]

## تولید

### توسعه
در نوامبر ۲۰۲۲، یک فیلم ترسناک بر اساس بامبی، یک زندگی در جنگل اثر فلیکس زالتن با عنوان بامبی: تسویه حساب در حال ساخت اعلام شد. دن آلن به عنوان کارگردان و ریس فریک-واترفیلد به عنوان تهیه‌کننده معرفی شدند. گفته شد که این پروژه یک تولید مشترک بین آی‌تی‌ان استودیوز و جاگد اج پروداکشنس است. اسکات جفری فیلم را اینطور توصیف کرد: «بازخوانی فوق‌العاده تاریک داستان ۱۹۲۸ که همه ما می‌شناسیم و دوست داریم. بامبی، یک ماشین کشتار شرورانه خواهد بود که در جنگل کمین می‌کند.» در فوریه ۲۰۲۳، علاوه بر این مشخص شد که فیلم در همان فرانچایز دنیای مشترک دو فیلم قبلی خون و عسل قرار دارد.

### فیلمبرداری
تصویربرداری اصلی در ابتدا قرار بود در ۳۱ ژانویه ۲۰۲۳ در لندن، انگلستان، با وینس نایت به عنوان فیلمبردار، پس از کار در فیلم خون و عسل آغاز شود. فیلمبرداری بعداً برای شروع در ۶ ژانویه ۲۰۲۴ در انگلستان تغییر کرد، که جفری از طریق رسانه‌های اجتماعی خود تأیید کرد. فیلمبرداری به‌طور رسمی در ۲۶ ژانویه ۲۰۲۴ به پایان رسید.

### بازار یابی
اولین تریلر رسمی در طول اکران محدود وینی پو: خون و عسل ۲، قسمت دوم دنیای پیچ‌خورده کودکی، در مارس ۲۰۲۴ به‌طور انحصاری در سینماها عرضه شد این تریلر انتشار گسترده‌ای دریافت کرد و در تاریخ ۳ آوریل ۲۰۲۴ به صورت آنلاین عرضه شد.

## انتشار
بامبی: تسویه حساب قرار است در اواخر سال ۲۰۲۴ منتشر شود.